# Osięciny (stacja kolejowa)
Osięciny – dawna wąskotorowa stacja kolejowa w Osięcinach, w gminie Osięciny, w powiecie radziejowskim, w województwie kujawsko-pomorskim, w Polsce. 